# Conrad Beckmann (Maler)
Conrad Beckmann (auch: Konrad Beckmann; * 21. Juni 1846 in Hannover; † 3. Januar 1902 in München) war ein deutscher Genremaler, Zeichner und Illustrator.

## Leben
Konrad Beckmann wurde in der Residenzstadt des Königreichs Hannover geboren als Sohn eines dort tätigen Buchdruckers. Er absolvierte eine Lehre als Dekorationsmaler und studierte anschließend in Hannover bei Friedrich Wilhelm l’Allemand und August Klemme (1830–1878) Malerei sowie bei Conrad Wilhelm Hase Architektur. Darauf wirkte er in der Kolonie Willingshausen. 1868 bis 1871 folgten in München Studien bei Karl von Piloty.

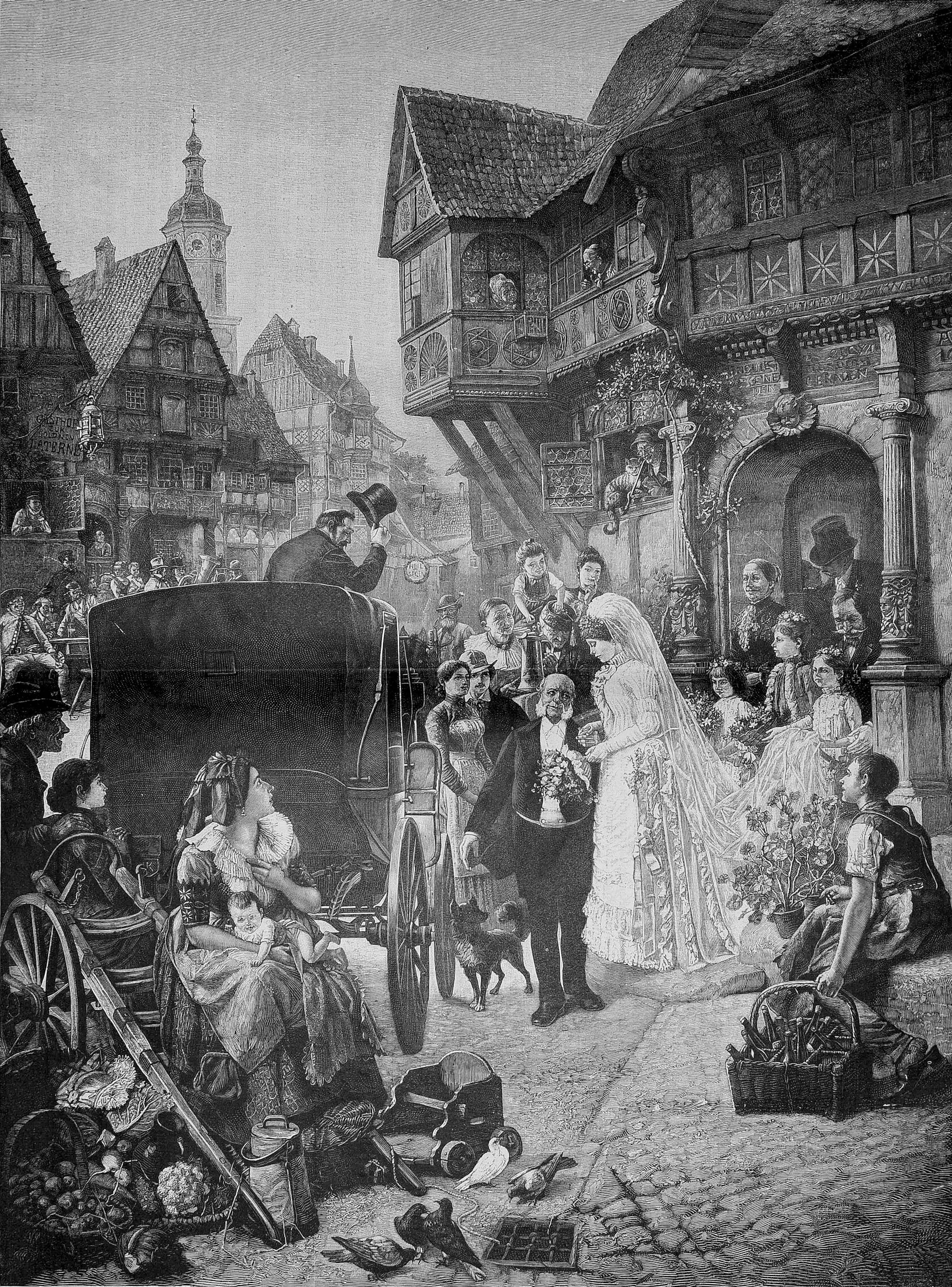
Conrad Beckmann:
Der Onkel als Brautführer in
Die Gartenlaube, Leipzig 1893

Beckmann arbeitete für die Fliegenden Blätter, den Münchener Bilderbogen und Die Gartenlaube. 1863 malte er die Villa Solms in Hannover aus. 1875 wurde Beckmann durch den hannoverischen Schützenkönig bekannt. 1878 publizierte er einen Zyklus Zeichnungen zu Figuren Fritz Reuters und illustrierte darauf Dickens’ Das Heimchen am Herde. Einige Wandgemälde im Schloss Wernigerode aus dem Jahr 1883 stammen von Beckmann. 1884 erschien der Bildband Fritz Reuter-Gallerie mit Texten von Karl Theodor Gaedertz.